# 信心堂
信心堂為一座位於臺灣臺北市萬華區西園路、主祀釋迦牟尼之佛寺。該堂原為齋教龍華派齋堂，創立於日治大正十三年（1924年），後於昭和九年（1934年）八月成為日本佛教淨土宗西山深草派之臺北布教所。昭和十六年（1941年）臺中民德寫真館施德昌記錄時該堂地址為臺北市入船町三丁目十四番地，堂主為李游普双（本名為李游氏燕），管理人為李氏諄信，祭典日期為二月十五日、四月初八、六月十九日、九月一日、九月十九日。
民國83年（1994年）時該寺的組織型態為管理人制，祭典日期為每年農曆之四月初八。